# Psychotria rondeletioides
Psychotria rondeletioides är en måreväxtart som beskrevs av Paul Carpenter Standley. Psychotria rondeletioides ingår i släktet Psychotria och familjen måreväxter. Inga underarter finns listade i Catalogue of Life.